# Iota Sagittarii
Désignations
Iota Sagittarii (en abrégé ι Sgr ; « Iota du Sagittaire » en français) dans la Désignation de Bayer est un système binaire d'étoiles situé dans la constellation du Sagittaire.

## Nomenclature
Suradain est l’arabe ألسردين Al Ṣuradain (accusatif du duel, ألسردان Al Ṣuradān, au nominatif), « les deux Surad », qui sont deux oiseaux de couleur verte, réputés de mauvais augure appartenant au ciel traditionnel arabe. Ce nom est affecté au couple Iota-Kappa Sagittarii/ ικ Sgr par Marcel Devic, en se fondant sur ᶜAbd al-Raḥmān al-Sūfī (964) . Notons que, de son côté, Ludwig Ideler (1806) attribue ce nom au couple Alpha-Beta Sagittarii / αβ Sgr, affecte  , ce qui est signalé par Richard Allen (1899). Par ailleurs, en se basant sur les indications données par les érudits Abū Ḥanīfa (VIIIe s.) et, au siècle suivant, par Ibn Qutayba, il pourrait s’agir du couple Alpha Indi et Alpha Pavonis / α Ind et α Pav.

## Caractéristiques physiques, chimiques et spectrales
Iota Sagittarii est une étoile de type spectral K0II-III : il s'agit donc d'une étoile géante (classe de luminosité III) ou géante lumineuse (classe de luminosité II) orange (type spectral K). Sa température de surface est de 4 567 kelvins (4 294 °C), plus froide que le Soleil, mais son rayon étant 14 fois plus important que celui de notre étoile, sa luminosité est 90 fois plus grande que celle du Soleil. Dans la bande J (infrarouge proche), elle-même 140 fois plus lumineuse que le Soleil. La métallicité de l'étoile est environ 40 % plus faible que celle du Soleil ([Fe/H] = -0,23).

## Situation, visibilité et mouvement
Iota Sagittarii se trouve à 182 ± 2 années-lumière de la Terre dans la constellation du Sagittaire. Elle se déplace à travers la Galaxie à la vitesse de 39,3 kilomètres par seconde par rapport au Soleil. Son orbite galactique projetée l'emmène entre 22 500 et 50 100 années-lumière du centre de la Galaxie. En prenant en compte l'assombrissement centre-bord, son diamètre angulaire, mesuré dans des plusieurs bandes de longueurs d'onde, est de 2,32 ± 0,02 millisecondes d'arc. De ce diamètre angulaire et de sa distance, on détermine son rayon physique, de 14 rayons solaires comme indiqué ci-dessus. Sa magnitude apparente (visuelle) est de +4,12.
Elle était au plus près du Soleil il y a 1,3 million d'années. Elle se situait alors à 75 années-lumière de nous et avait une magnitude apparente de 2,21.

## Compagnon
Il semble qu'en réalité Iota Sagittarii soit un système binaire d'étoiles. Peu de choses sont connues pour le moment sur ce compagnon. Cependant, début septembre 2014, l'équipe du consortium SPHERE annonce avoir réussi à photographier ce compagnon, ce qui constitue la première détection directe de cet objet en orbite autour de Iota du Sagittaire. Les images obtenues ont été prises dans le proche infrarouge simultanément par deux des détecteurs de Sphere, la caméra d'imagerie différentielle Irdis et le spectrographe à intégrale de champ IFS. Pour pouvoir voir le compagnon, 4 000 fois moins lumineux que l'étoile primaire, cette dernière a été masquée par un coronographe. La séparation entre les deux objet est de 0,24 seconde d’arc.